# 拉福里 (多姆山省)
拉福里（法語：La Forie，法語發音：[la fɔʁi]）是法国多姆山省的一个市镇，属于昂贝尔区。

## 地理
拉福里（45°35'27"N, 3°45'42"E）面积2.81 平方千米，位于法国奥弗涅-罗讷-阿尔卑斯大区多姆山省，该省份为法国中南部省份，北起阿列省接壤，东临卢瓦尔省，南至上盧瓦爾省和康塔爾省，西接科雷兹省和克勒兹省。
与拉福里接壤的市镇（或旧市镇、城区）包括：昂贝尔、若布、瓦尔西维耶尔。

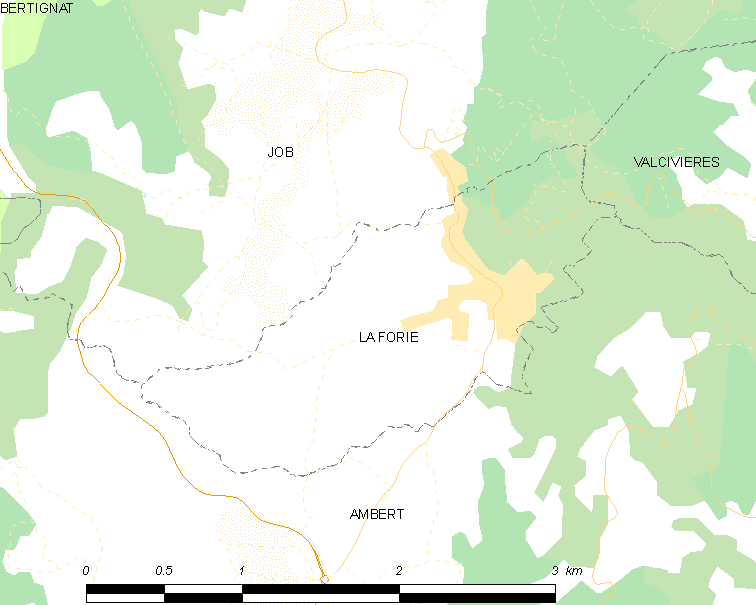
的OSM定位图

拉福里的时区为UTC+01:00、UTC+02:00（夏令时）。

## 行政
拉福里的邮政编码为63600，INSEE市镇编码为63161。

## 政治
拉福里所属的省级选区为昂贝尔县。

## 人口

1962-2008年间人口变化图示

拉福里于2022年1月1日时的人口数量为316人。